# Ніколаєв Микола Ілліч
Микола Ілліч Ніколаєв (12 лютого 1865, Санкт-Петербург — 6 квітня 1918, Київ) — російський письменник, поет, журналіст, театрознавець, театральний критик і рецензент, жертва червоного терору.

## Біографія
Народився 12 лютого 1865 року в Санкт-Петербурзі. Одержав технічну освіту, 35 років працював на Київському заводі «Арсенал»: технічним майстром, помічником начальника майстерень. Увесь вільний час віддавав питанням театру і літератури. У 1893—1918 роках майже щоденно друкував у київських газетах театральні рецензії, огляди, критичні статті, відгуки, нариси. Автор 4 книг, статей у журналі «Театр и искусство», «Иллюстрированном сборнике Киевского литературно-артистического общества», нарисів про окремих акторів, спогадів, некрологів, щорічних оглядів театрального життя Києва, статей з театральної тематики, рецензій. Літературна спадщина Ніколаєва виявлена лише частково і не вивчена. Ніколаєв перший помітив такі яскраві акторські таланти, як С. Кузнєцов, П. Значковський, В. Янова, О. Шатрова.
Був активним громадським діячем: один із засновників Київського літературно-артистичного товариства (російсько-українського), уповноважений Російського театрального товариства в Києві, Голова драматичної комісії Київського товариства мистецтва і літератури, деякий час — директор театрального училища цього товариства, один із засновників і член директорату Київського літературно-артистичного клубу, член Каси взаємодопомоги літераторів і вчених. Після захоплення Києва військами Михайла Муравйова в січні 1918 року заарештований і ув'язнений у Київській фортеці. Не витримавши знущань і загроз, тяжко захворів і через деякий час помер у Києві.